# 13e division (Armée syrienne libre)
Pour les articles homonymes, voir 13e division.
La 13e division  (arabe : الفرقة 13, Forqat 13) était un groupe rebelle, formé au cours de la guerre civile syrienne et actif de 2013 à 2016. En 2016, le groupe fusionne avec d'autres groupes rebelles pour former l'Armée libre d'Idleb.

## Histoire
La 13e division est fondée le 17 juin 2013 et est affiliée à l'Armée syrienne libre,.
En août 2014, la division fonde avec d'autres mouvements le Conseil de Commandement révolutionnaire syrien (en).
Elle fait également partie des mouvements qui fondent le 26 avril 2015 la chambre d'opérations Fatah Halab, active dans le gouvernorat d'Alep,.
En avril 2016, elle intègre la Chambre d'opérations Hawar Kilis.
Le 19 septembre 2016, la 13e division, la Division du Nord et Liwa Suqour al-Jabal fusionnent pour former l'Armée libre d'Idleb.

## Idéologie
Selon Jennifer Cafarella et Genevieve Casagrande, analystes pour the Institute for the Study of War, la 13e division est modérée et séculariste.

## Effectifs et commandement
La 13e division est dirigée par le lieutenant-colonel Ahmed al-Saoud, un officier ayant déserté l'armée syrienne en mars 2012. En mars 2014 il affirme être à la tête de 1 800 hommes divisés en 10 compagnies,,.

## Zones d'opérations
Le groupe est actif dans les gouvernorats d'Idleb, Hama et Alep,,. Son quartier général est établi à Ma'arrat al-Numan,. Selon Madjid Zerrouky, journaliste du Monde, contrairement à d'autres groupes de l'ASL s'étant discrédités par des exactions ou de la corruption, la 13e division « a toujours joui d'une grande popularité auprès de la population ». Elle perd cependant toutes ses bases à Ma'arrat al-Numan le 13 mars 2016, après des combats contre les djihadistes du Front al-Nosra et de Jound al-Aqsa,,. Le chercheur Charles Lister souligne que les États-Unis ne lui ont pas apporté de soutien lors de ces affrontements.

## Armement
En juillet 2013, le lieutenant-colonel Saoud affirme avoir reçu des armes du Qatar, de l'Arabie saoudite et de la Libye. Soutenu également par les États-Unis, la 13e division est un des premiers groupes rebelles à bénéficier à partir d'avril 2014 de missiles antichar BGM-71 TOW américains,,.